# Dessalines
Dessalines – miasto w Haiti, położone w departamencie Artibonite. Liczy 165 424 mieszkańców (2009). Ośrodek przemysłowy.